# Marja Eskola
Marja Eskola (15 de abril de 1936 – 13 de diciembre de 2003) fue una soprano cantante de ópera y profesora de música finlandesa.

## Biografía
Su nombre completo era Marja Anneli Eskola, y nació en Jokioinen, Finlandia, siendo sus padres Sakari Eskola y Anneli Stucki. Tras sus estudios de secundaria, Eskola se formó en la Academia Sibelius en 1953–1957, estudiando después bajo la dirección de Lahja Linko, Adelaide von Skilondz y Clemens Glettenburg. Eskola se incorporó a la Ópera Nacional de Finlandia, donde actuó en 1957–1961 y 1962–1965, trabajando también en la Ópera de Cámara de Viena en 1961–1962 y en la Ópera Estatal de Braunschweig en 1967-1969. A lo largo de su carrera actuó como soprano en decenas de óperas, y como solista en conciertos, además de dirigir y traducir óperas. 
Eskola fue profesora de la Academia Sibelius desde 1984, y directora desde 1991. También enseñó en el Conservatorio de Tampere y en instituciones de enseñanza musical de Hämeenlinna y Kirkkonummi, así como en el Festival de Bayreuth.
Marja Eskola falleció en Espoo, Finlandia, en el año 2003. Desde 1960 había estado casada con el arquitecto Martti Juhani Pesonen.

## Filmografía
- 1961 : Tähtisumua
- 1963 : Lepakko (telefilm)
- 1965 : Ruusuinen hetki (telefilm)
- 1965 : Wienervalssin tarinoita (telefilm)
- 1966 : Kihlaus (telefilm)
- 1967 : Tapaus Makropulos (telefilm)